# Terezín
Terezín (německy Theresienstadt) je malé pevnostní město nacházející se v okrese Litoměřice, v Ústeckém kraji, pouze dva kilometry jihovýchodně od Litoměřic. Město stojí na obou stranách řeky Ohře, která je rozděluje na Malou a hlavní pevnost a severně od města se vlévá do Labe. Terezínem vede silnice II/608, která se na severozápadním okraji města napojuje na silnici I/15. Součástí Terezína jsou také tři sousední vesnice: České Kopisty, Nové Kopisty a Počaply. Celkem ve městě žije přibližně 2 900 obyvatel.
Území pevnosti Terezín je městská památková rezervace, ve které je národní kulturní památka Malá pevnost se hřbitovem.

## Historie

### Pevnost

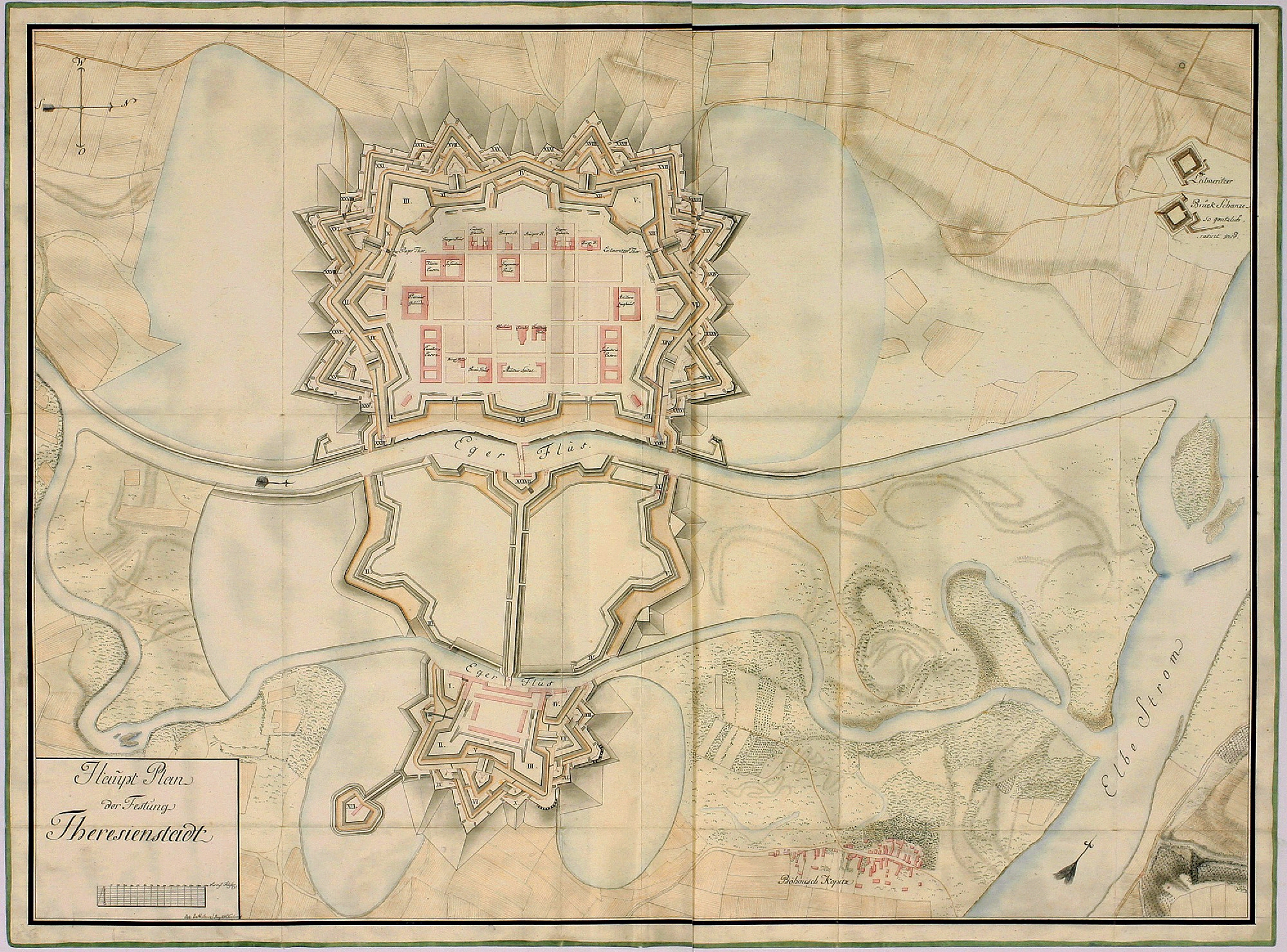
Plán z roku 1790

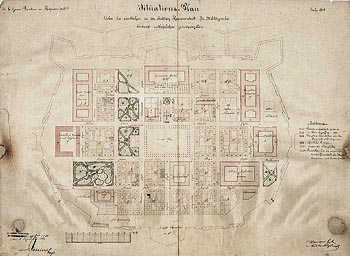
Plán hlavní pevnosti z roku 1869

Ortofotomapa Terezína (2021) se zřetelným systémem opevnění

Rozhodnutí založit novou pevnost, tehdy zvanou Kopisty, vydala z podnětu svého syna coby spoluvladaře ještě Marie Terezie 16. prosince 1779. Společně s tím bylo nařízeno začít budovat pevnost v Josefově (tehdy ještě zvaném Ples) a provést kompletní přestavbu pevnosti Hradec Králové. Předcházely tomu vleklé diskuze o konceptu obrany Čech po sedmileté válce a Válce o bavorské dědictví.
Stavba samotná začala na jaře 1780, ačkoliv její základní kámen byl slavnostně položen až 10. října téhož roku. Když o pár týdnů později zemřela Marie Terezie, nechal po ní Josef II. přejmenovat pevnost 12. prosince 1780 na Theresienstadt.
Autory projektu opevnění i vojenských budov uvnitř byli různí vojenští inženýři habsburské armády. Terezín tak je možné označit za kolektivní dílo navazující na starší teoretické spisy o pevnostním stavitelství. Nejvýrazněji do projektování promluvili plukovník Franz Lauer (od roku 1783 velitel stavby Josefova) a plukovník, později generál Karel Niclas svobodný pán von Steinmetz. Oba byli silně ovlivněni koncepcemi francouzského inženýra Luise de Cormontaigne.
Velením stavby byl roku 1780 pověřen právě plukovník Karl Niclas von Steinmetz, tehdy již slavný hrdina mnoha pevnostních válek 18. století. Stavba byla realizována částečně pomocí pracovní síly pěších pluků ležících v Čechách a částečně prostřednictvím soukromých dodávek materiálu i stavebních prací, jak je tomu zvykem u současných zakázek. Působilo zde mnoho soukromých dodavatelů počínaje lokálními řemeslníky a konče velkými konsorcii pražských stavebních firem. Například cihly zde vyráběl Kašpar Wieser, jehož rodina se podílela na výstavbě pevností v Aradu, Petrovaradině, Temešváru a Olomouci. Zednické práce dodávalo sdružení pražských stavitelů Antona Hafeneckera, Josefa Jägera a Josefa Zobela. V době nejintenzivnější stavební aktivity se na zdejším staveništi nacházelo odhadem na 15 000 osob – vojáků, zedníků a dalších různých profesí, cihlářů z balkánských zemí a jejich rodinných příslušníků. Po deseti letech, v červnu 1790, když byl Terezín dostavěn, dosahovaly celkové stavební náklady na jeho výstavbu 10 milionů zlatých. Jen cihel se spotřebovalo odhadem na 400 milionů. Konce stavby se ale Josef II. nedožil a plně dokončenou ji tak spatřil až jeho bratr, císař Leopold II.
Plocha opevnění, vnitřního města i uměle vybudovaných záplavových kotlin v okolí zabírá plochu cca 400 hektarů. Jedná se tak o jednu z největších bastionových pevností na světě. 
Základem opevnění je tzv. Hlavní pevnost na levém břehu Nové Ohře. Obepíná je osm bastionů spojených kurtinami a chráněných kombinací ravelinů, reduitů, kontragard a krytých cest s lunetami. Jedná se tak o jediné takto dochované pásmo valů v České republice. Stavidlový most na Ohři i podzemní stavidla pevnosti umožňovala zaplavovat nejen krajinu na severu a na jihu, ale i samotné příkopy. Vodní systém dokázal také vytvořit 3,5 metru vysokou povodeň ničící pokusy nepřítele o překonání hradeb. Kromě strany podél Ohře je zbytek opevnění opatřen také podzemními minovými chodbami určenými k likvidaci nepřátelských zákopů, podkopů a průlomových baterií.
Za mostem, mezi Novou Ohří a Starou Ohří, se rozléhá tzv. Horní a Dolní Retranchement chráněný na každé straně bastionem a dvěma půlbastiony na způsob korunní hradby. Opevněný prostor sloužil jako hospodářské a technické zázemí pevnosti a současně jako chráněný prostor pro cca 8 000-10 000 vojáků diverzního sboru majícího operovat kolem Terezína a ničit zásobovací trasy nepřítele, pokud se pokusil pevnost obejít.
Východně od Staré Ohře byl vybudován samostatný fort nesoucí dnes jméno Malá pevnost. Uzavíral opevnění od východu, kryl tak životně důležité mosty přes Ohři a současně byl schopen dělostřeleckou palbou kontrolovat říční dopravu na Labi. Systém fortifikací Malé pevnosti kopíruje terezínskou Hlavní pevnost. Najdeme zde bastiony, raveliny, reduit, kleště a krytou cestu s lunetami. Také zde byl sever a jih kryt záplavovými kotlinami a zejména východní směr je zajištěn podzemním minovým systémem. Zvláštností je zde tzv. Jižní šíp (Fleche Nr. 13), což je samostatný objekt kryjící boční palbou hlavní směr útoku na Malou pevnost.
Terezín byl od počátku budován tak, aby zajistil bezpečný přechod přes Labe pomocí pontonového mostu v oblasti mezi Starou a Novou Ohří. V průběhu 19. století (do roku 1866) tak na pravém břehu Labe na návrší od Litoměřic po Křemín vzniklo postupně tzv. Staré a následné Nové předmostí, které je v terénu částečně patrné (zejména fort Křemín).

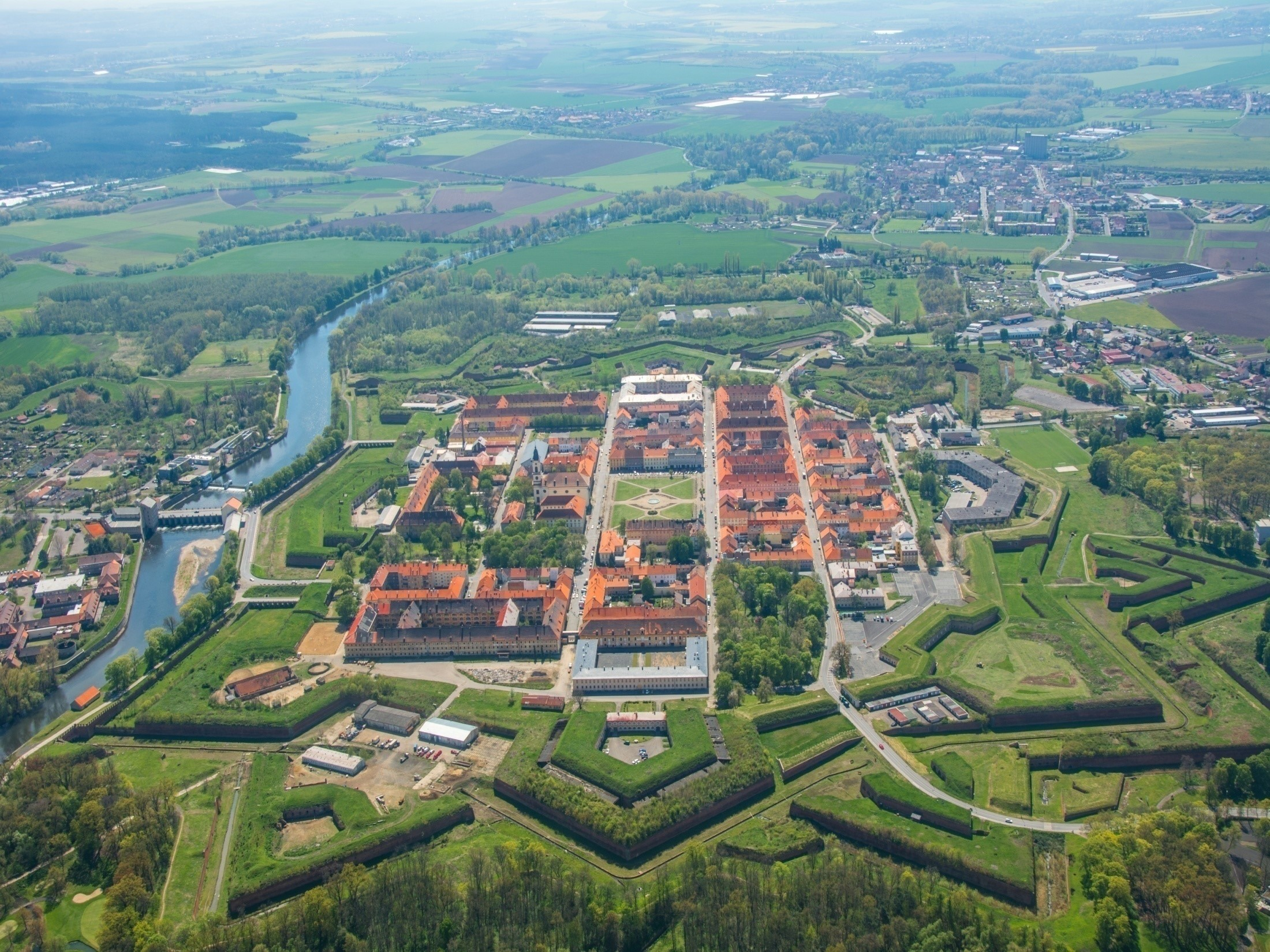
Hlavní pevnost Terezín od severu

Kromě pevnosti samotné bylo uvnitř hradeb 9. prosince 1782 založeno císařem Josefem II. svobodné královské město. Již od počátku bylo civilní osídlení plně podřízeno armádě. Armáda musela odsouhlasit projekt každého nového domu i profesi jeho majitele. Osídlovací patent preferoval povolání schopná podporovat armádu – řemeslníky, kupce, obchodníky, hospodské apod. Zakázány byly naopak živnosti spojené se zemědělstvím.
První civilní dům (čp. 1) si roku 1783 začal stavět Norbert Král, bývalý rychtář v Kopistech, vesnici, která musela stavbě pevnosti ustoupit, a hlavní dodavatel hovězího dobytka pro staveniště. Druhým byl roku 1784 Kašpar Wieser (čp. 25), hlavní a posléze výhradní dodavatel cihel. Do konce 18. století se ale proces osídlení velmi vlekl. A to i přes výhody a svobody, které císař nabízel. Na vině byly vysoké administrativní a finanční nároky na nové osídlence i neustálá hrozba, že budou jejich domy v pevnosti vybombardovány během potenciálního obléhání. Významnou posilou byla uměle zorganizovaná vlna přesídlenců z České Lípy, kteří přišli po požáru tamějšího města roku 1787. Tato osídlovací kampaň ale nakonec skočila fiaskem.
I přesto však během 19. století počet obyvatel rostl. Roku 1830 se osamostatnila i zdejší radnice, spadající do té doby pod litoměřický magistrát. Město tak po téměř padesáti letech doznalo plné samostatnosti.
Pevnost Terezín představuje jednu z největších a nejzachovalejších bastionových pevností na světě. Její dochované opevnění, vodní systém i podzemní chodby tvoří doslova encyklopedii pevnostního stavitelství 18. století.
Terezín nebyl nikdy obléhán. Často se tak objevuje mylné tvrzení, že se jednalo o zbytečnou investici. Opak je pravdou. Již samotná existence soustavy tří nových pevností (Terezín, Hradec Králové, Josefov) představovala pro nepřítele táhnoucího od severu na Prahu jen těžko překonatelnou překážku. Nebylo možné pokusit se dobývat Prahu s takto silnou a vyzbrojenou pevností za zády. Proto bylo nutné nejprve dobýt Terezín a pak teprve pokračovat do nitra Čech. Náročnost takové operace nutila Prusy téměř sto let, aby při řešení konfrontace s habsburskou monarchií použily jiné možnosti než vojenský útok na české země. Terezín tak splnil svou roli právě proto, že nebyl nikdy obléhán. O prezentaci historie a památek staré pevnosti včetně prohlídek podzemních chodeb se nyní stará sdružení Terezín – město změny.
V roce 1782 byl Terezínu udělen status svobodného císařského města, civilní správu město získalo v roce 1830. Od pol. 19. století kasematy terezínské pevnosti sloužily jako vězení pro mnohé revolucionáře, pevnostní funkce Terezína pak byla ukončena císařským výnosem v roce 1888.

### Druhá světová válka
Během druhé světové války Hlavní pevnost na levém břehu řeky sloužila nacistickému Německu jako židovské ghetto. Malá pevnost na pravém břehu Ohře, umístěná při silnici do Prahy, pak smutně proslula coby věznice pražského gestapa (mnohdy se nesprávně uvádí, že zde byl zřízen koncentrační tábor). Pro tyto účely nacisté zřídili zvláštní železniční vlečku, která vedla z blízkého nádraží Bohušovice nad Ohří od jihu až za jižní hradby Hlavní pevnosti. V době druhé světové války pak nacisté přímo z ulic města odváželi zvláštními transportními vlaky zde soustředěné židovské obyvatelstvo přímo do likvidačních táborů smrti Osvětim, Majdanek, Treblinka, Sobibor, Chelmno a dalších, umístěných v Polsku a na dalších okupovaných územích východní Evropy. Nyní je v prostorách Malé pevnosti zřízen Památník Terezín a objekt je nyní také národní kulturní památkou.
Město již armádě neslouží. Všechna trojí velká kasárna i bývalou vojenskou nemocnici využívají noví majitelé. V Magdeburských kasárnách – ve východním traktu těchto kasáren a koníren U koňské hlavy (název podle domovního znamení nad vchodem) sídlí dva centrální depozitáře pražských muzeí: historických sbírek a archivu pražského Národního muzea, a v západním traktu depozitář a expozice Židovského muzea v Praze. V bývalých Hamburských kasárnách sídlí také depozitáře Národního muzea a jeho restaurátorské dílny. Mezi oběma objekty jsou situována bývalá Hannoverská kasárna.
Armádní využití města skončilo v devadesátých let 20. století, Armáda České republiky postupně odcházela od roku 1995, poslední vojáci město opustili roku 1997. Tento odchod život města velmi poznamenal, počet obyvatel se snížil ze sedmi tisíc na dva tisíce. Celé město i s okolím pak bylo těžce poškozeno povodněmi na dolním Labi v roce 2002. Existenci v 90. letech ukončila i místní konzervárna; její provoz byl přemístěn do nedalekých Lovosic, a následně zprivatizován byl i někdejší Státní veterinární ústav Terezín. Značných změn doznal v důsledku ekonomické transformace i někdejší státní podnik Zelenina Terezín, který až do počátku devadesátých let 20. století sídlil v rozsáhlém areálu mezi Terezínem a Bohušovicemi nad Ohří. Ve městě nadále sídlí podnik Povodí Ohře. Pro Domov důchodců hlavního města Prahy byla zadaptována budova na náměstí. Bývalý farmaceutický státní podnik Bioveta Terezín byl transformován na společnost Dyntec.
Díky nově otevřenému úseku dálnice D8 v úseku Doksany–Lovosice v roce 1998 došlo i k velmi výraznému poklesu tranzitní dopravy, která až do té doby probíhala přímo městem po bývalé silnici I/8 a mezinárodní silnici E55 (nyní silnice 608) na trase Praha – Drážďany.

### Osada Kréta
Na glacisech západní části vnějšího obranného valu Hlavní pevnosti či těsně pod ním stojí čtvrť převážně rodinných domů – tzv. Kréta. Dále je zde místní Základní škola Terezín, místní fotbalové hřiště, autokemp, vodárna a areál bývalé Vojenské nemocnice Terezín.

## Sport
- Na památku osvobození města Rudou armádou a konce zdejších válečných útrap dne 8. května 1945 je místním cyklistickým klubem již od roku 1959 každoročně počátkem měsíce května pořádán mezinárodní cyklistický etapový Závod míru juniorů[15], dříve známý jako Závod míru mládeže.
- V tzv. Terezínské kotlině směrem na Litoměřice v prostoru bývalého vojenského cvičiště vzniklo golfové hřiště.

## Obyvatelstvo
|           | 1869  | 1880  | 1890  | 1900  | 1910  | 1921  | 1930  | 1950  | 1961  | 1970  | 1980  | 1991  | 2001  | 2011  |
| --------- | ----- | ----- | ----- | ----- | ----- | ----- | ----- | ----- | ----- | ----- | ----- | ----- | ----- | ----- |
| Obyvatelé | 2 334 | 7 014 | 7 215 | 7 046 | 6 094 | 6 860 | 7 181 | 3 127 | 2 596 | 2 667 | 2 284 | 1 875 | 1 924 | 1 911 |
| Domy      | 310   | 189   | 239   | 249   | 257   | 263   | 219   | 228   | 208   | 241   | 236   | 233   | 239   | 251   |

## Kultura
- V sousedství Malé pevnosti (směrem na České Kopisty) je od roku 2011 otevřeno muzeum automobilů.
- Od roku 2003 působí v Terezíně místní divadelní spolek – TMA divadlo,[18] který bezmála po dvaceti letech obnovil tradici ochotníků ve městě.
- V roce 2011 bylo otevřeno Muzeum Křišťálový dotek v nově rekonstruovaných prostorách Kavalíru 2. Muzeum vystavuje otisky rukou českých i světových osobností vyrobené z křišťálového skla. Mimo jiné jsou zde otisky Václava Havla, Richarda von Weizsäckera, Sira Nicholase Wintona, hokejisty Jaromíra Jágra, zde za války vězněného spisovatele Arnošta Lustiga a 64. ministryně zahraničí USA českého původu Madeleine Albrightové.
- V jeho areálu bylo roku 2012 také umístěno dělostřelecké muzeum.

## Pamětihodnosti
Severně od Malé pevnosti se na pravém břehu Malé Ohře nachází přírodní památka Mokřad pod Terezínskou pevností.

## Osobnosti
- Olga Fialka (1848–1930), česko-rakouská malířka
- Fedor Gál (* 1945), slovenský sociolog a politik
- Běla Kolářová (1923–2010), výtvarnice a fotografka
- Pauline Metzler-Löwy (1853–1921), operní pěvkyně, kontraalt
- Viktor Perner (1911–1997), příslušník československé zahraniční armády, kapitán francouzské armády.
- Gavrilo Princip (1914–1918), srbský vrah arcivévody Františka Ferdinanda d'Este, zde vězněn a zde zemřel
- Zuzana Růžičková (1927–2017), cembalistka
- Vladimír Salač (1924–1990), herec
- Alexandros Ypsilanti (1792–1828), řecký revolucionář z roku 1821

## Partnerská města
- Dębno, Polsko
- Strausberg, Německo (1998)
- Komárno, Slovensko

## Fotogalerie

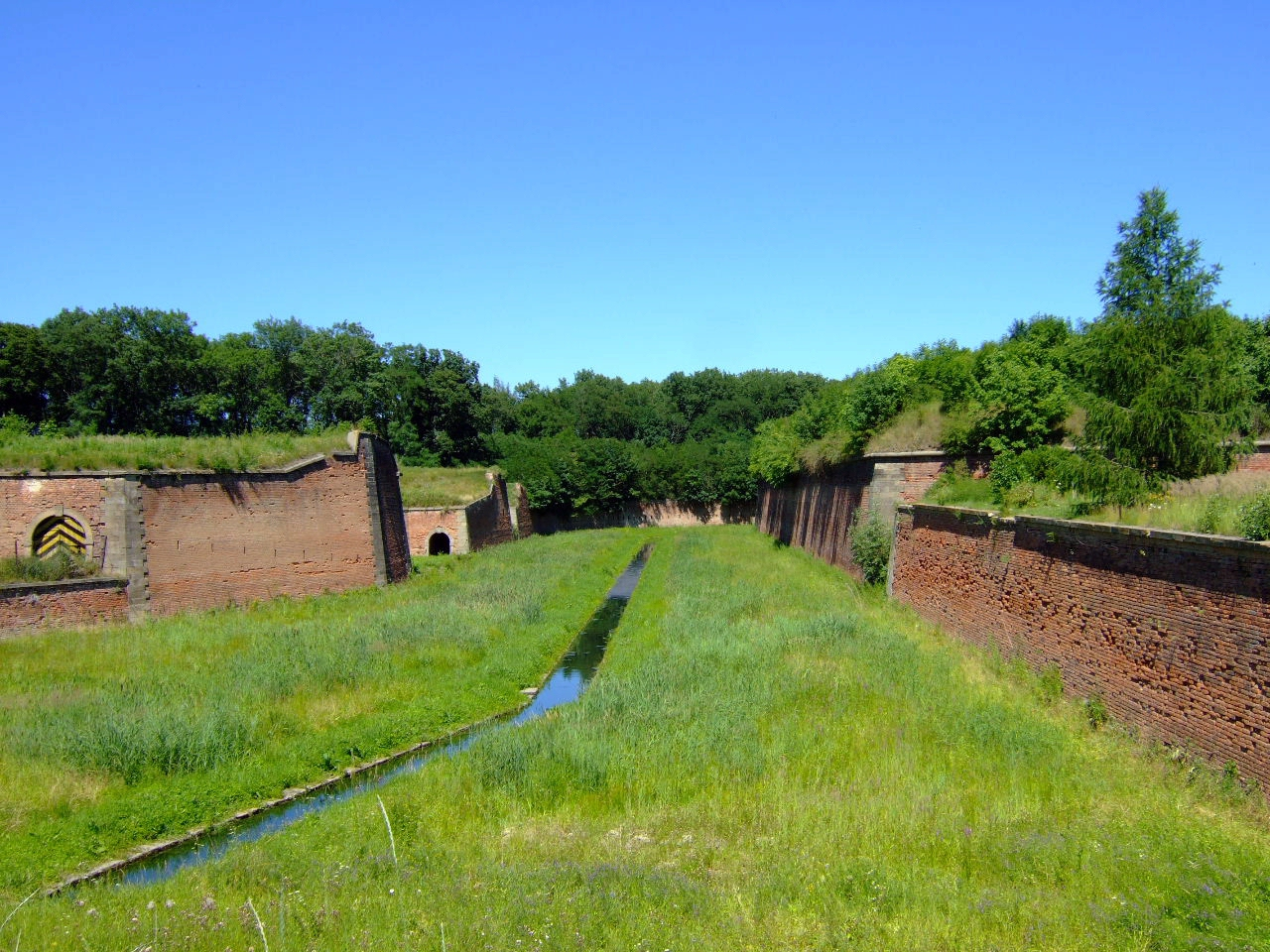
Příkop se zavodněnou kynetou u Litoměřické brány
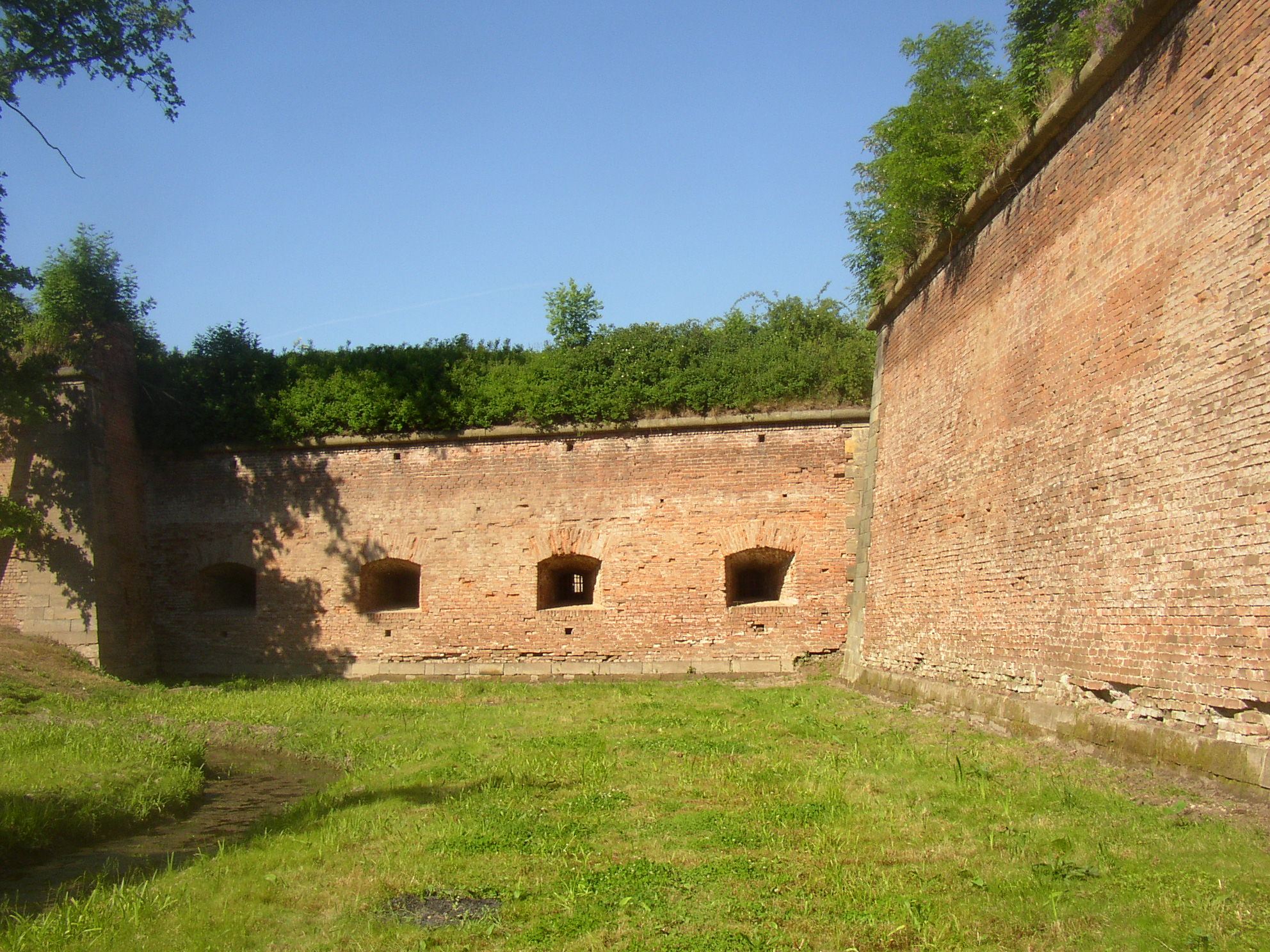
V kasematech umístěná dělostřelecká baterie, kryjící pravý bok ravelinu XVIII. na západě pevnosti
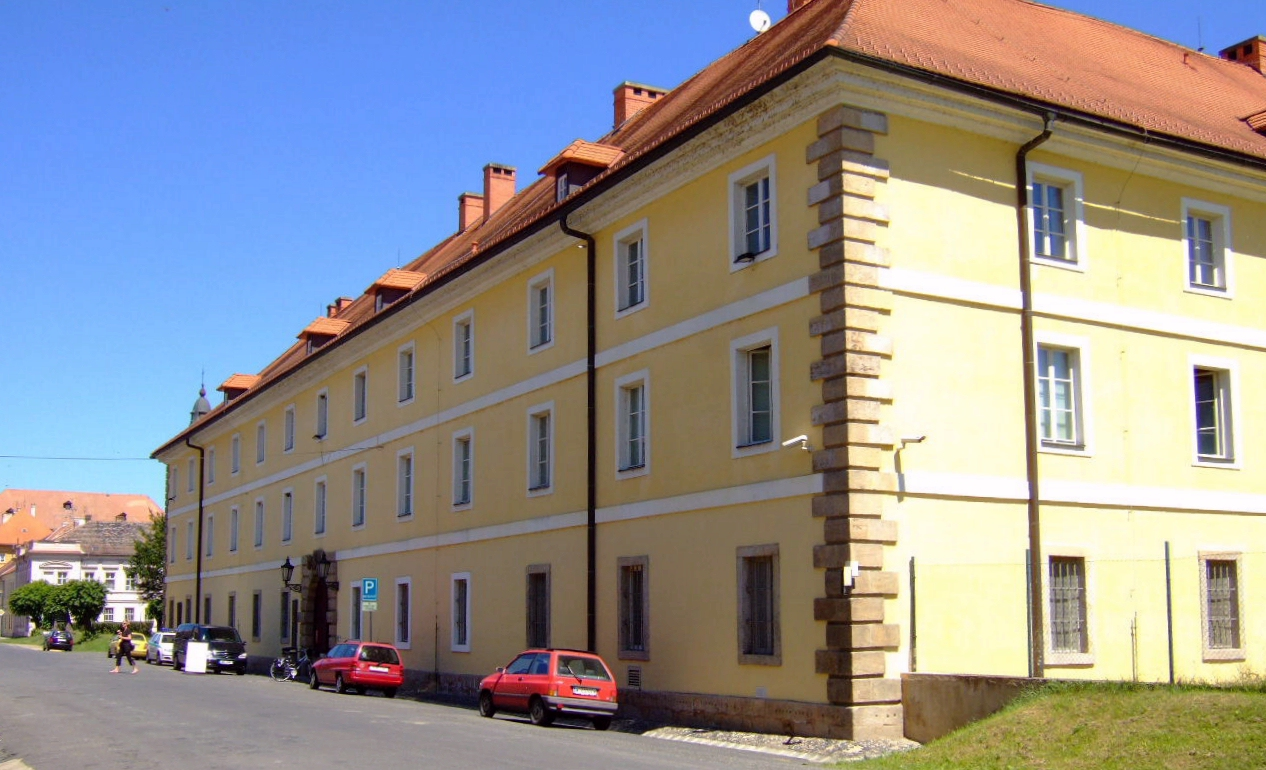
Magdeburská kasárna
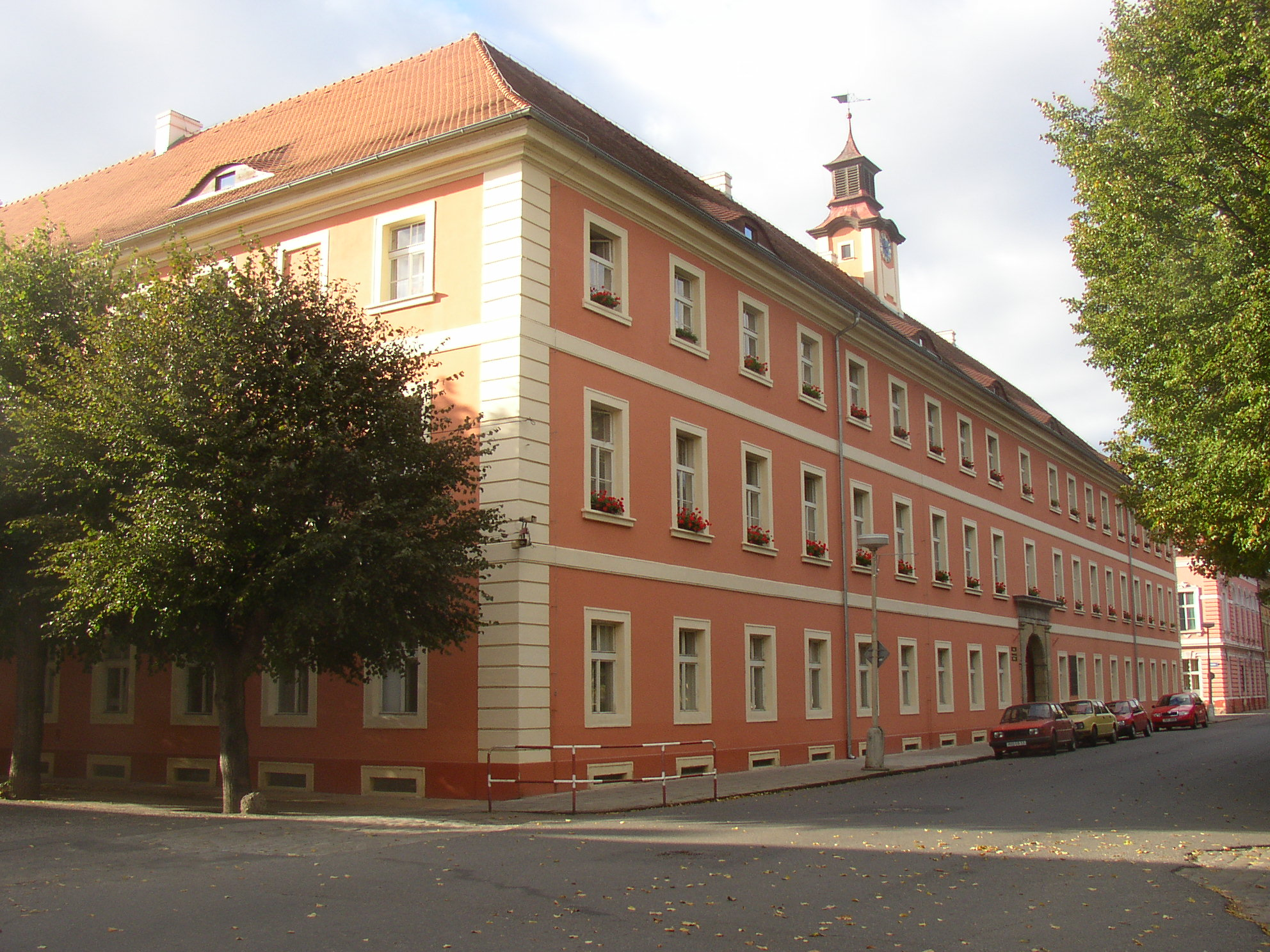
Ženijní kasárna
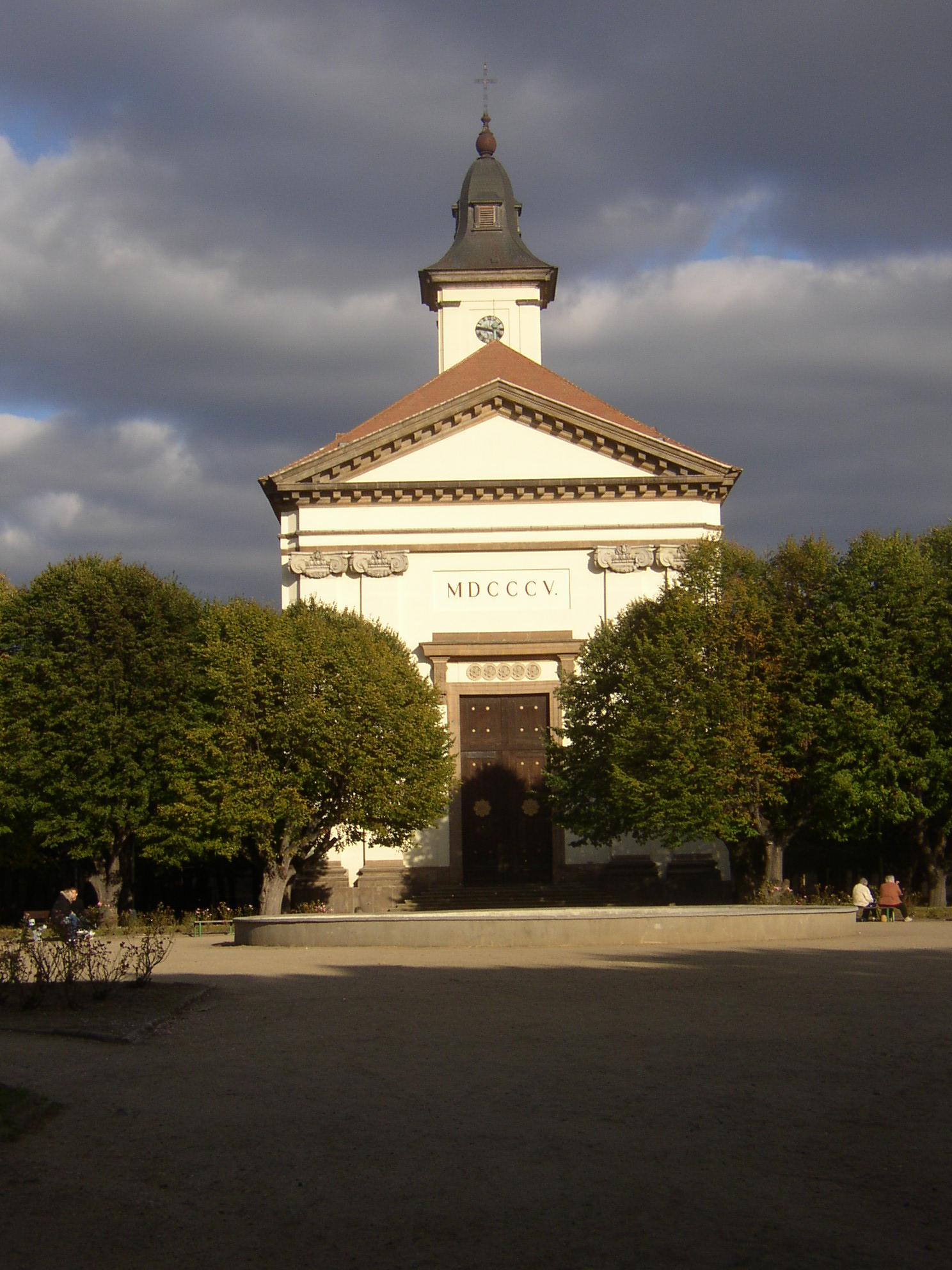
Posádkový kostel Vzkříšení Páně na terezínském náměstí
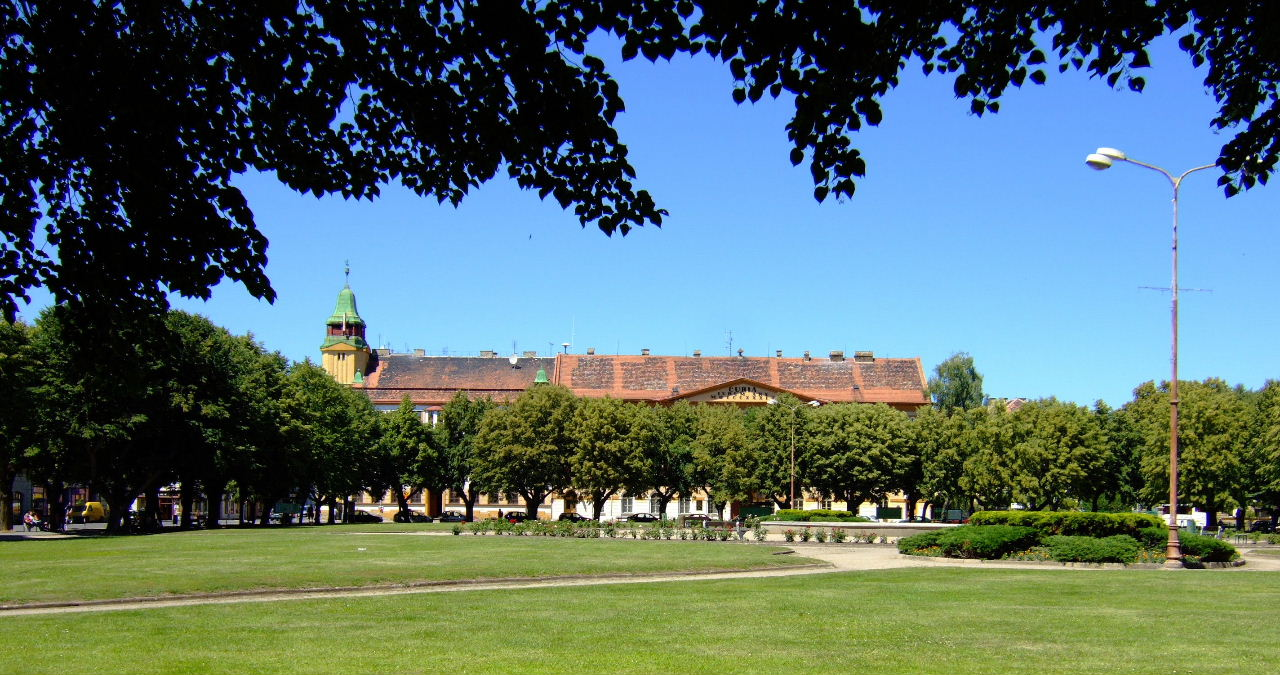
Severní strana náměstí s radnicí
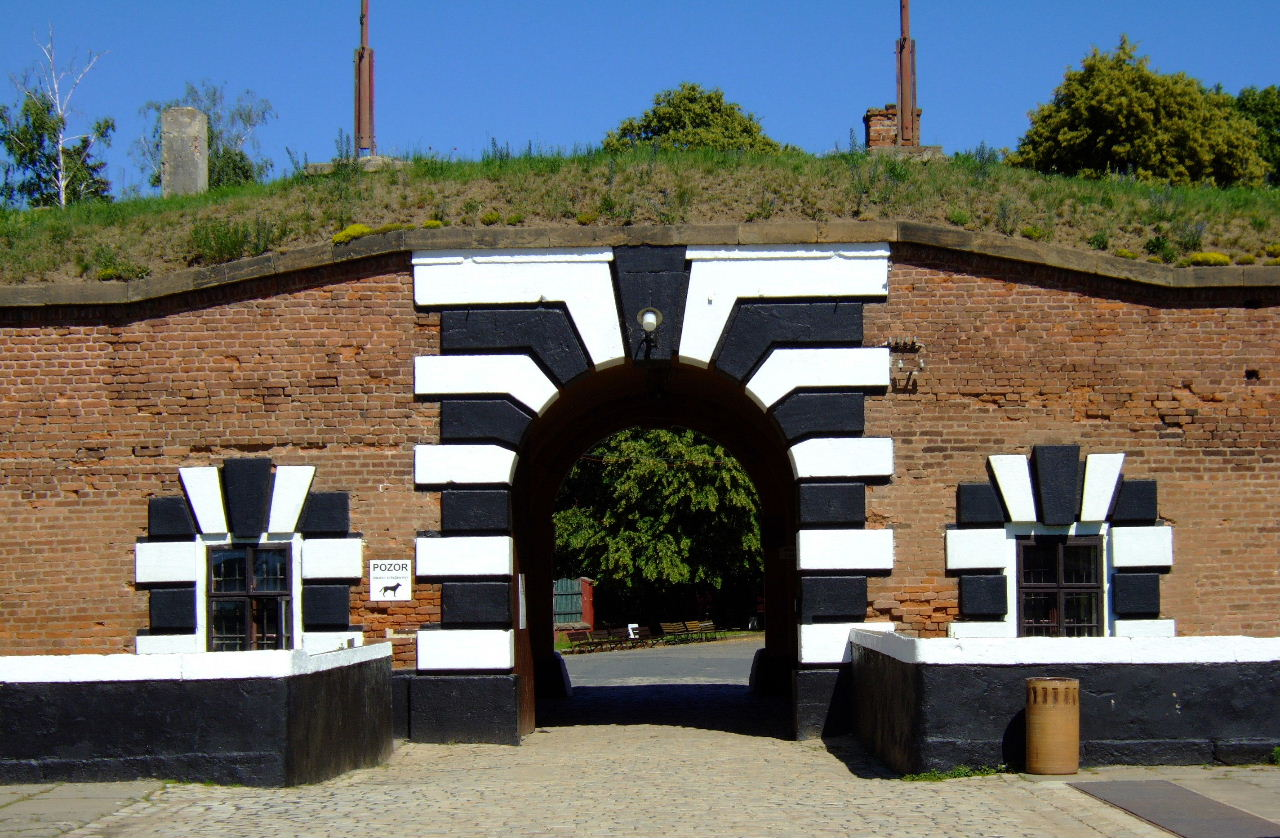
Brána Malé pevnosti
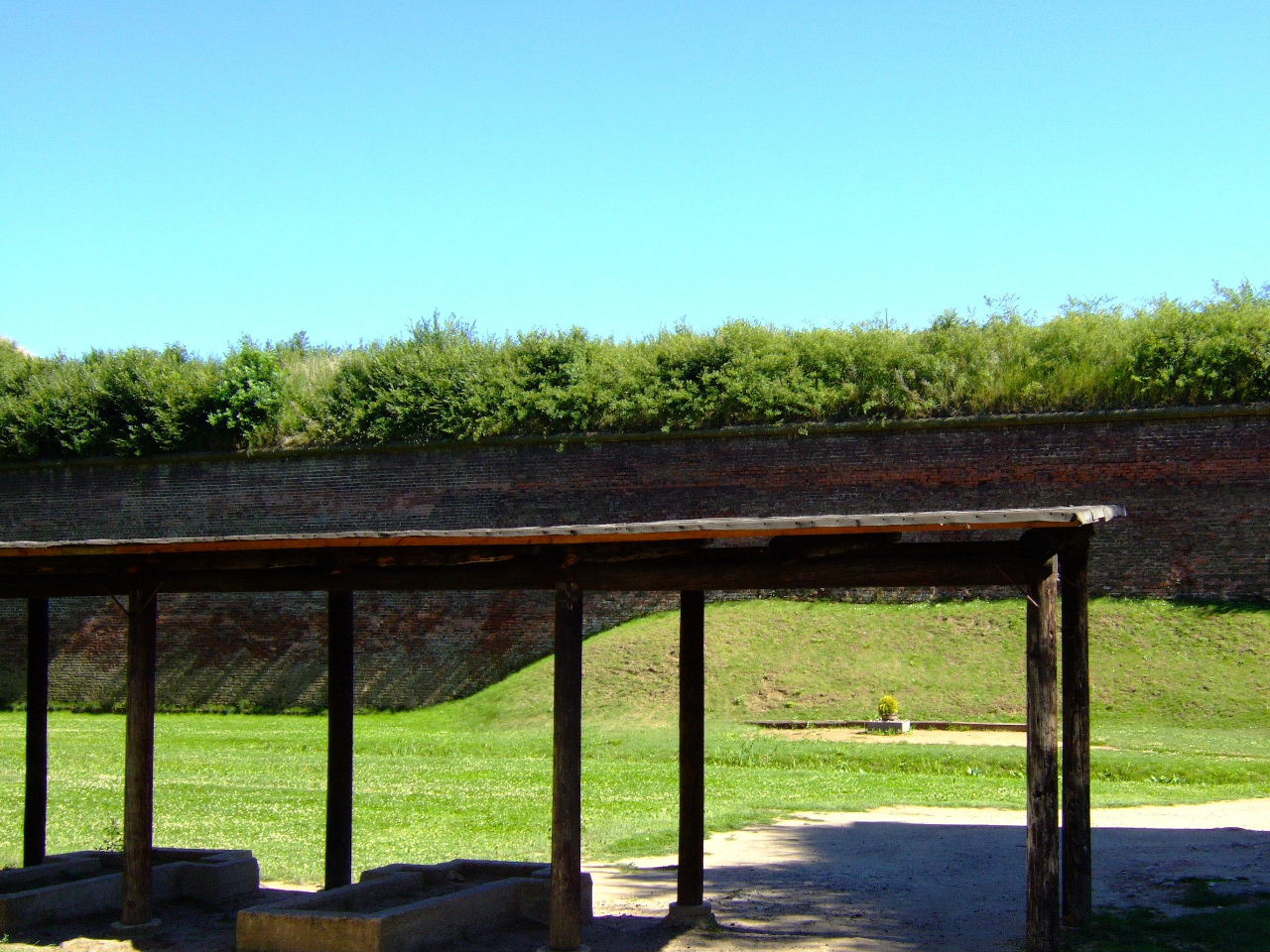
Popraviště v Malé pevnosti
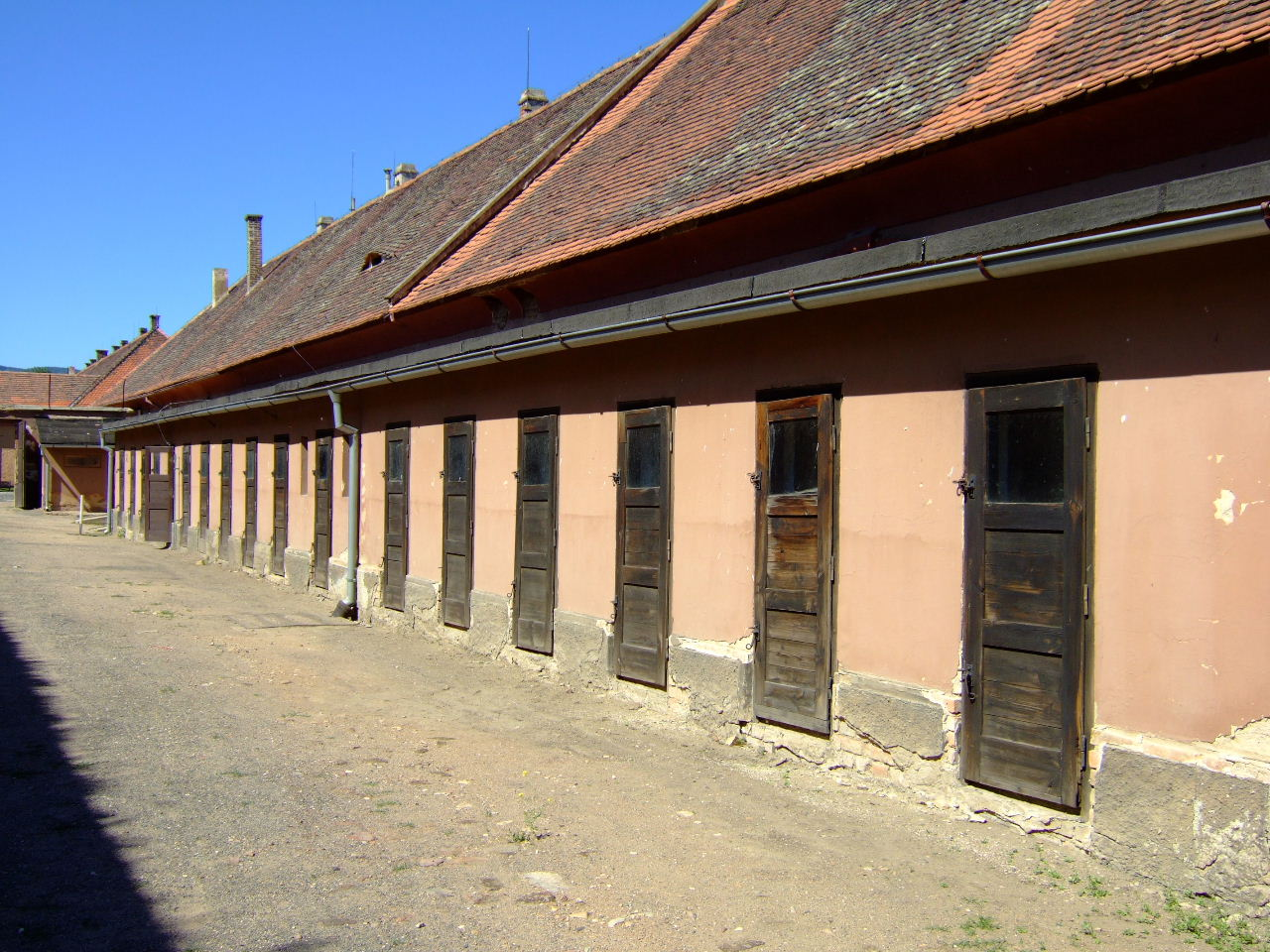
Samotky na III. dvoře
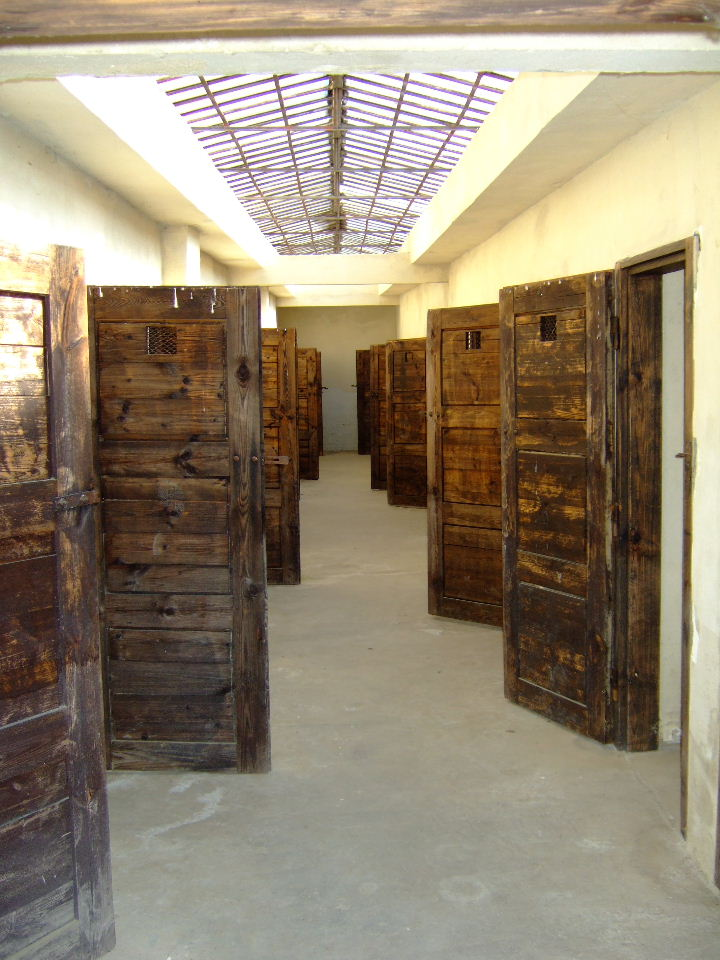
Samotky na IV. dvoře Malé pevnosti
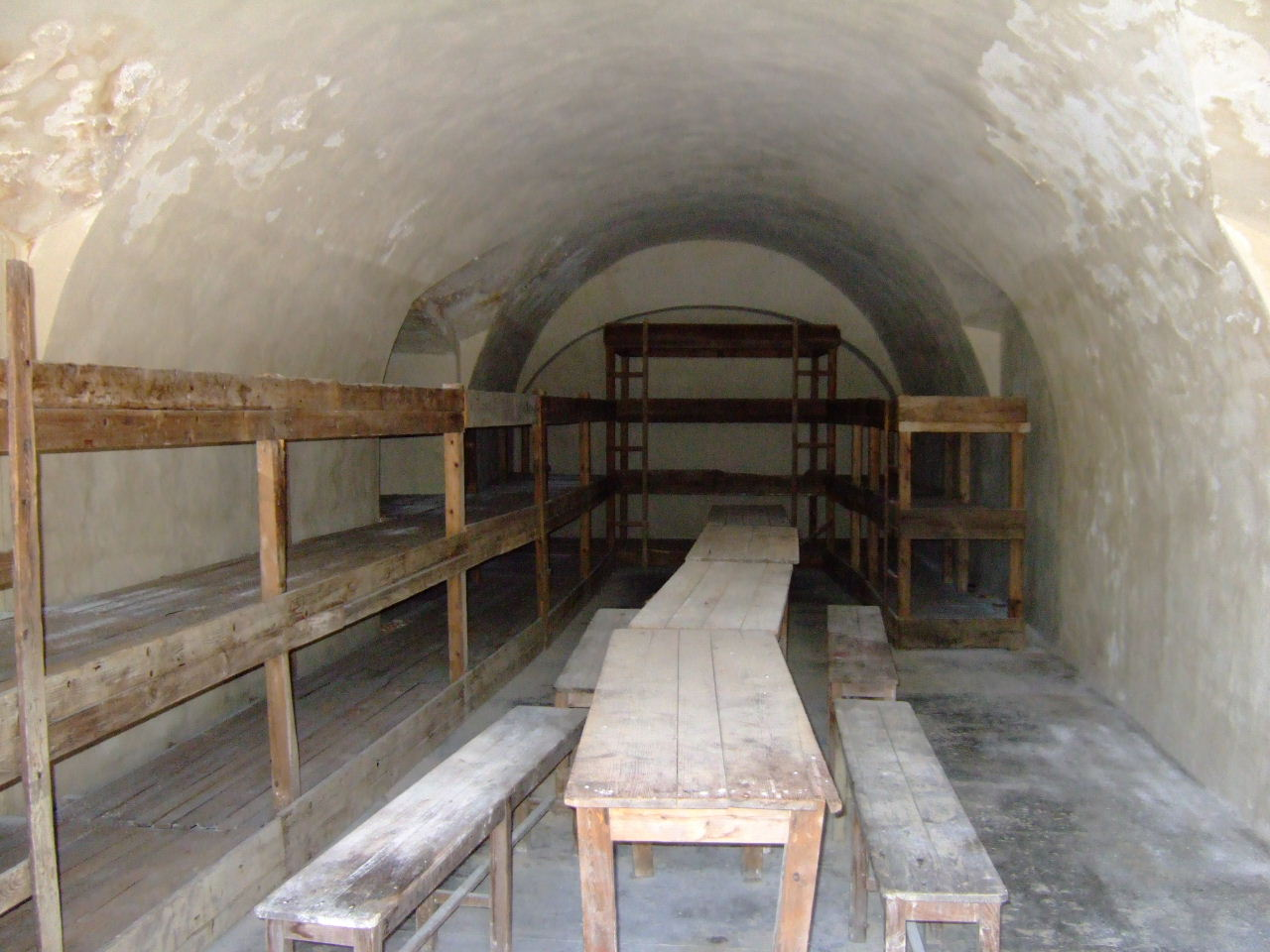
Společná cela v kasematech IV. dvora
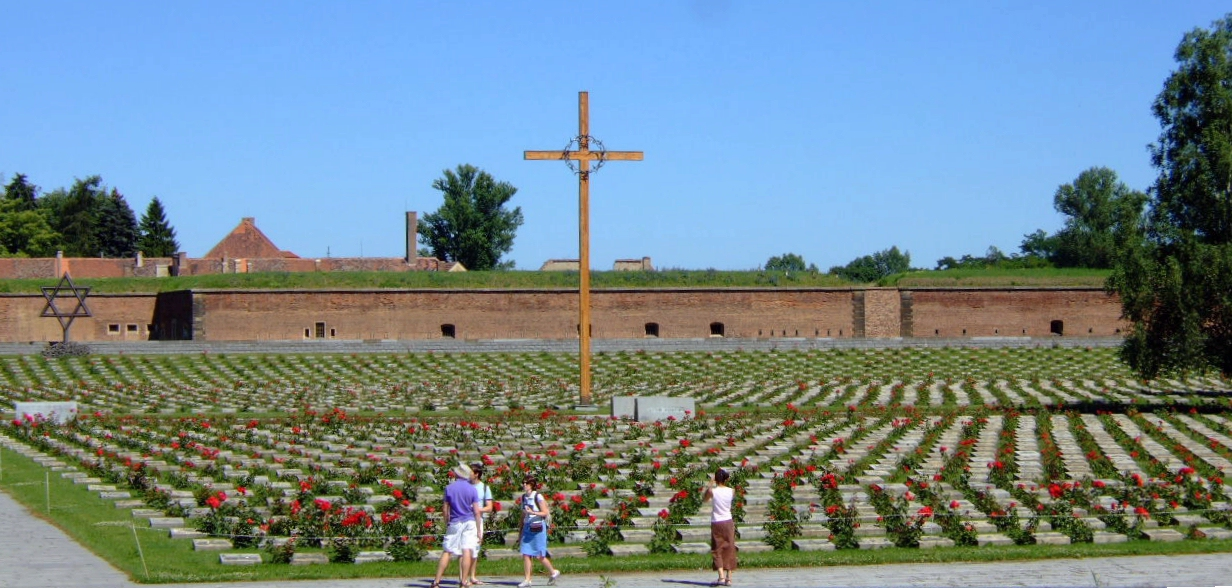
Národní hřbitov před Malou pevností
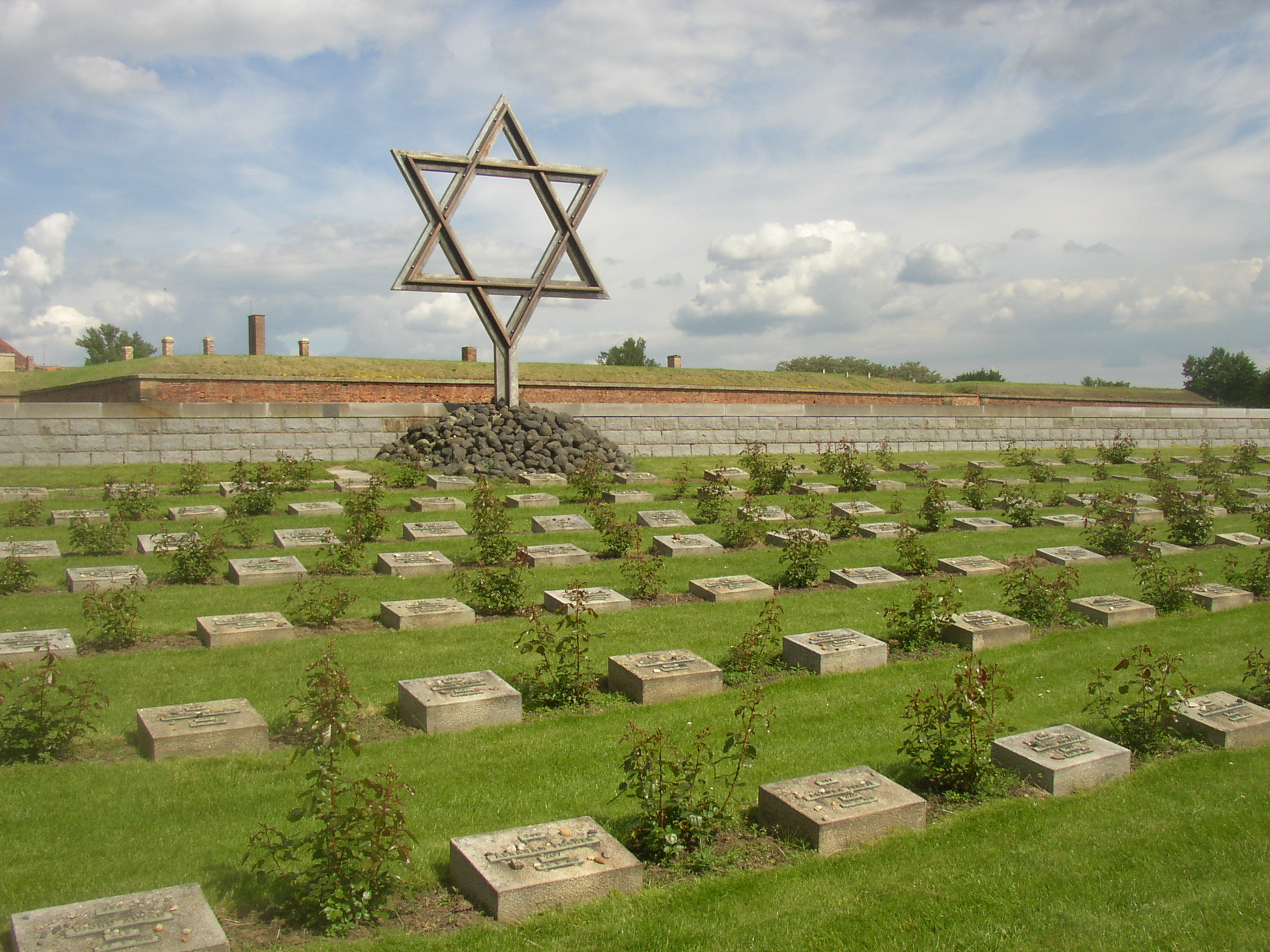
Na národním hřbitově
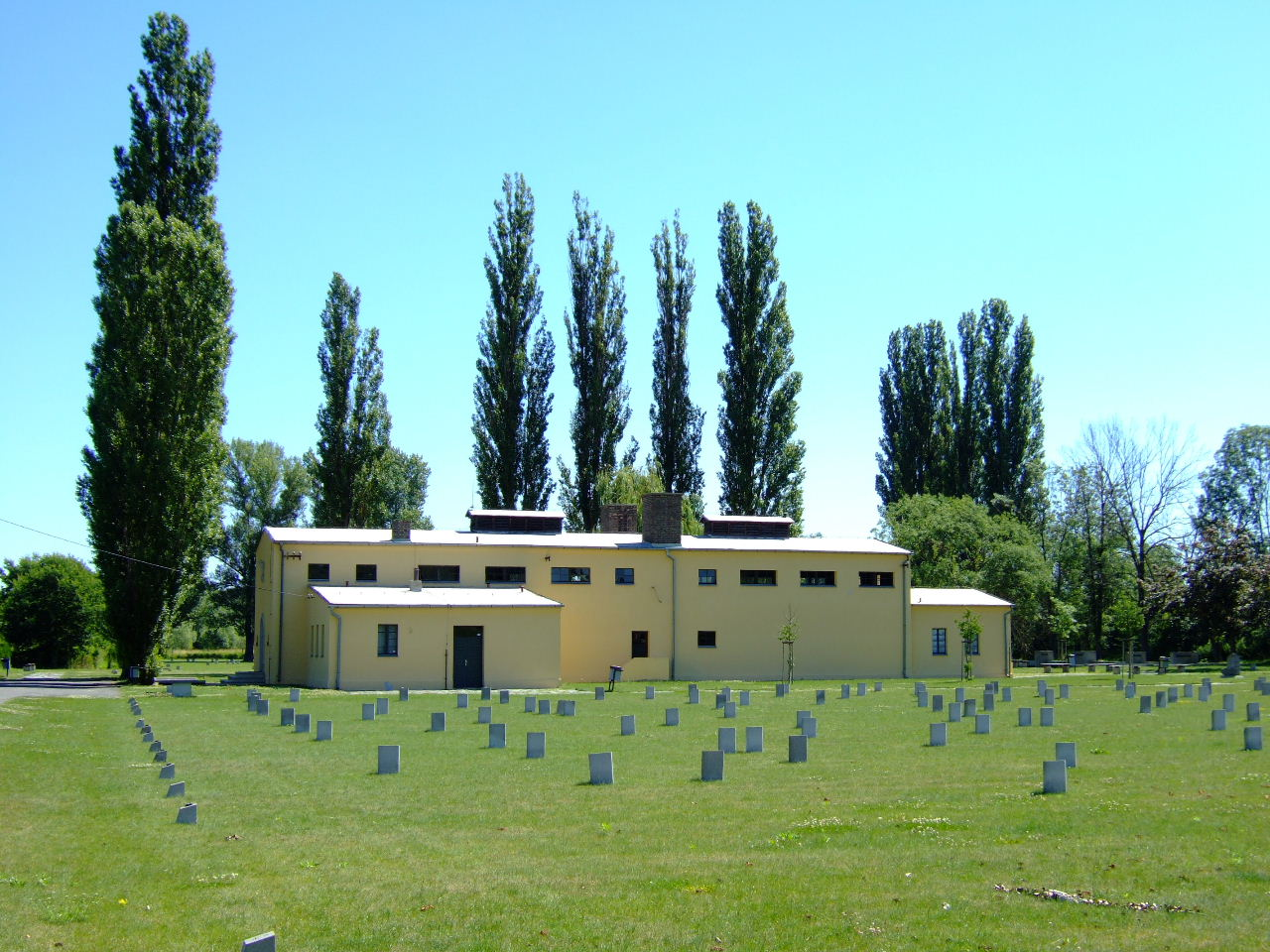
Terezínské krematorium a židovský hřbitov na jižním okraji města
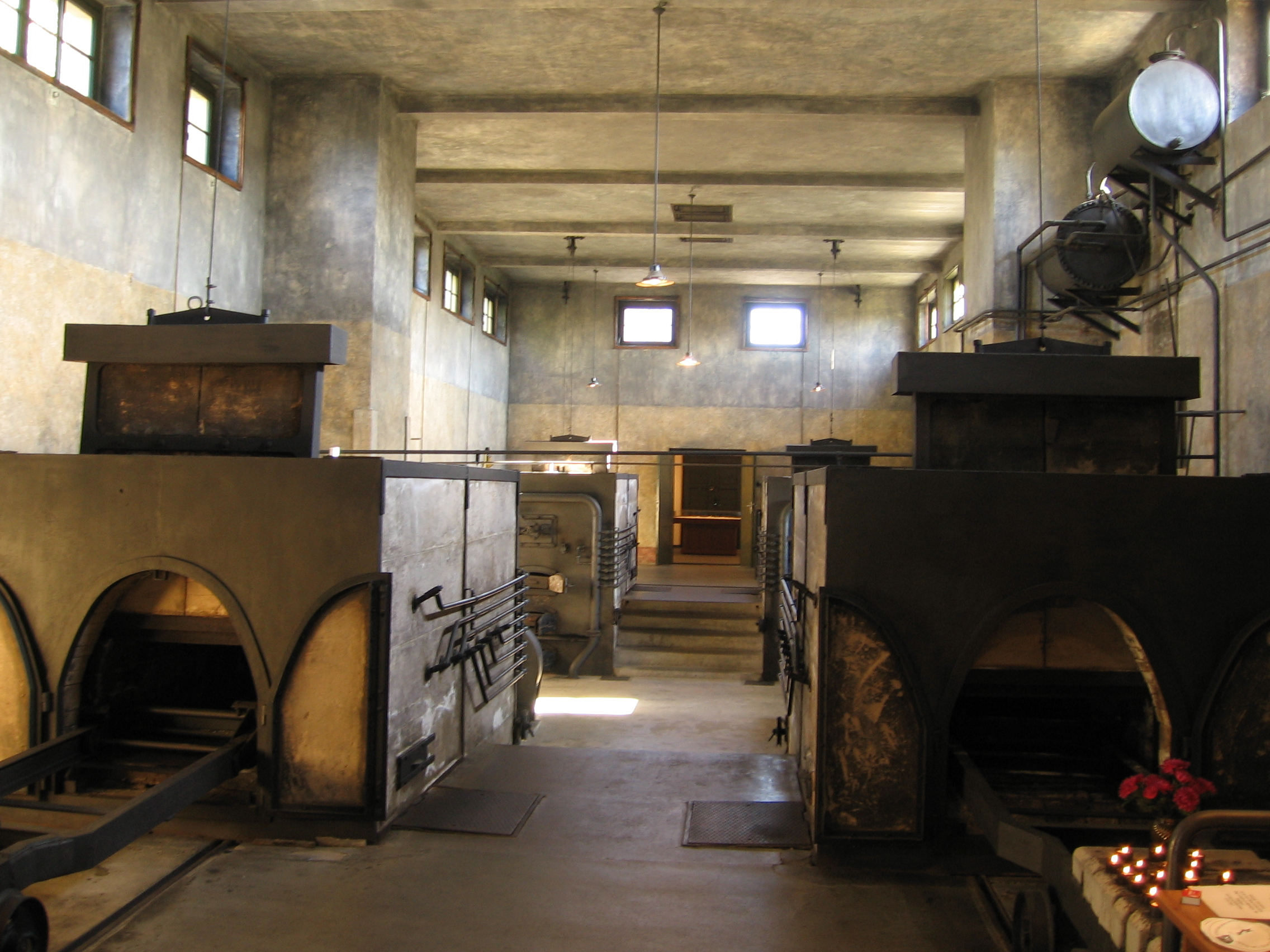
Interiér krematoria
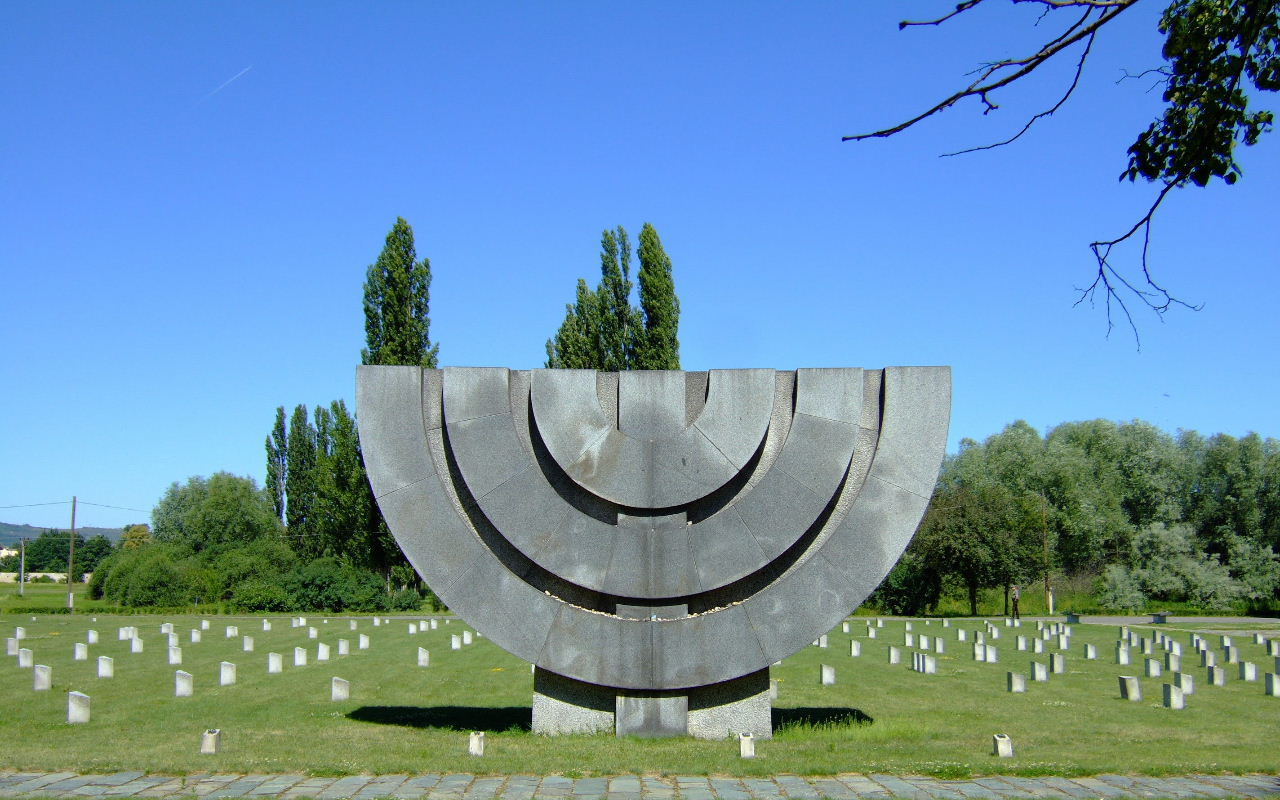
Památník ve tvaru menory na židovském hřbitově
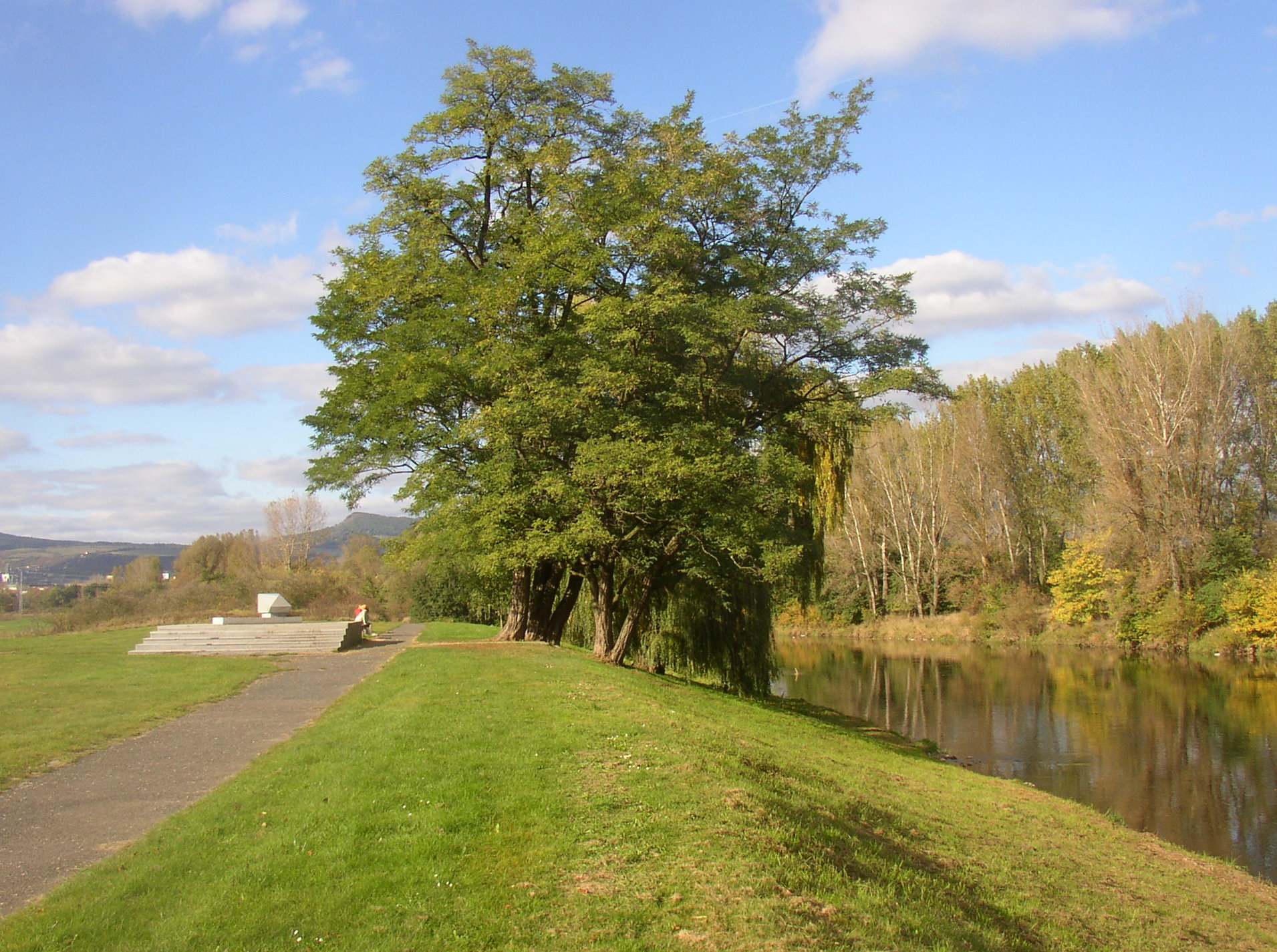
Památné místo u Ohře na severním okraji města, kde nechali nacisté vhodit do řeky popel obětí Terezínského ghetta
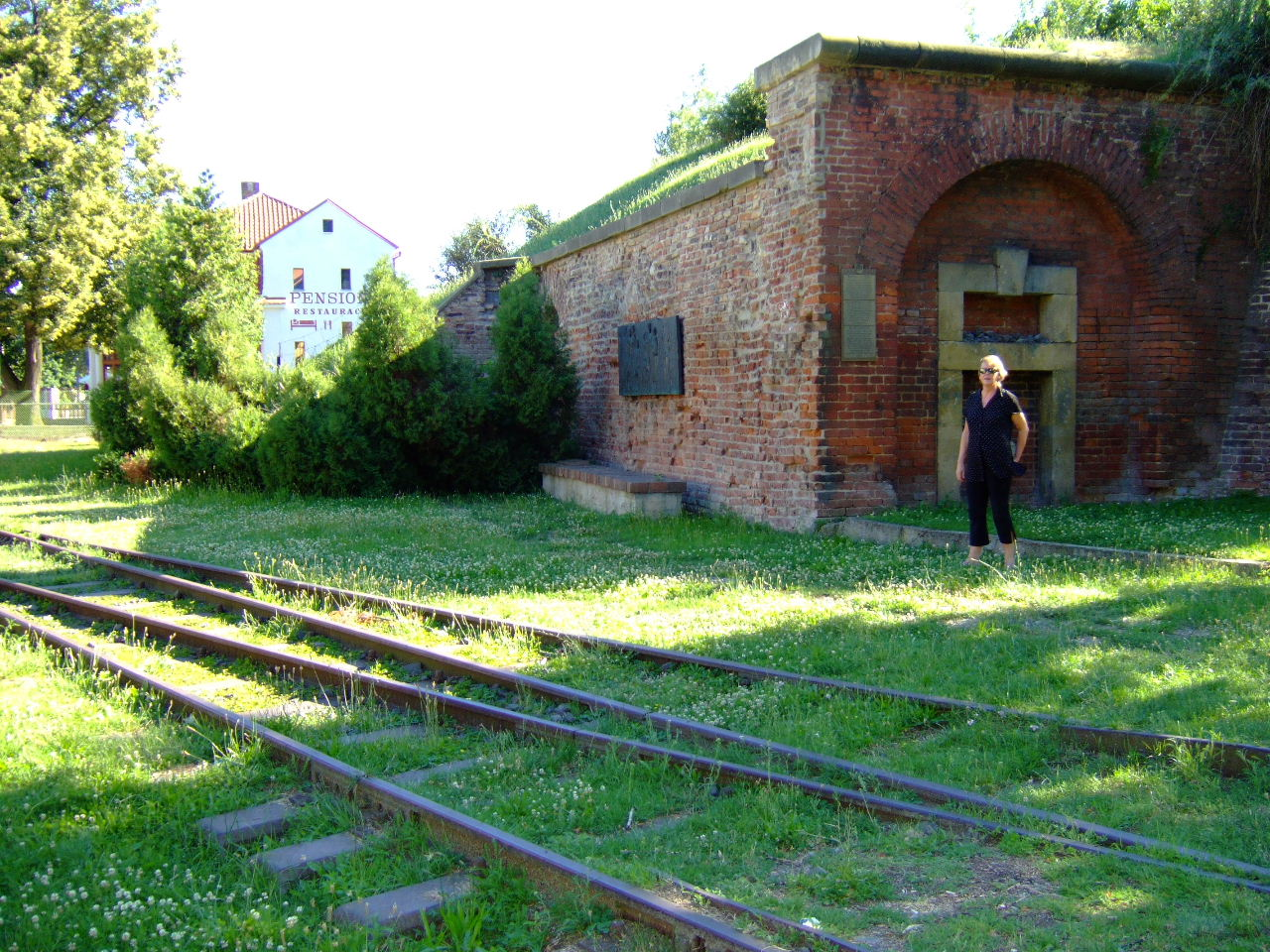
Zbytky za okupace zřízené železniční vlečky z Bohušovic nad Ohří
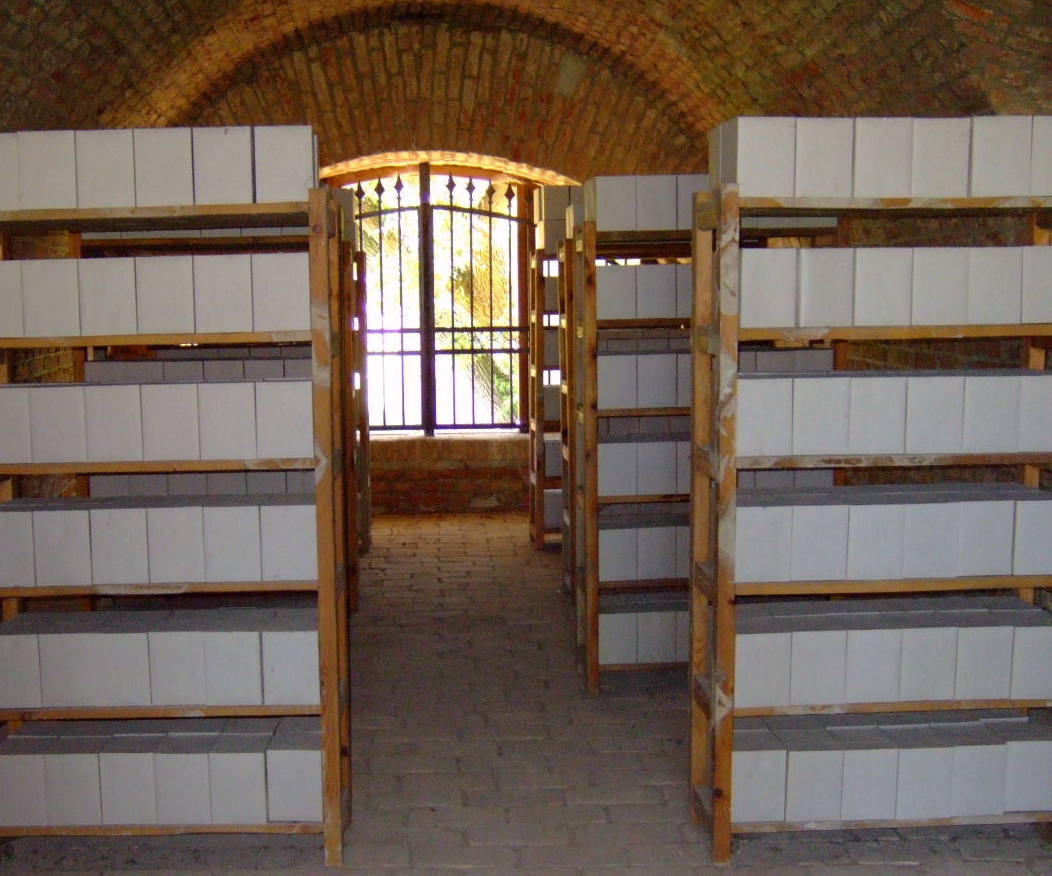
Kolumbárium v kasematech u vlečky